# Іпр
Іпр (нід. Ieper, МФА: [ˈipər]; фр. Ypres) — місто на північному заході Бельгії, розташоване в провінції Західна Фландрія поблизу кордону з Францією. Населення — 34 900 мешканців (2006).
Іпр забезпечив собі місце у світовій історії як ключовий пункт Західного фронту Першої світової війни. Іпрський виступ у британських лініях оборони став ареною трьох великих битв, під час одної з яких уперше в історії було застосовано хімічну зброю (хлор). Сталося це 22 квітня 1915 року, а в 1917 році, так само вперше як зброю було застосовано гірчичний газ, який і дістав назву іприт.

## Визначні місця

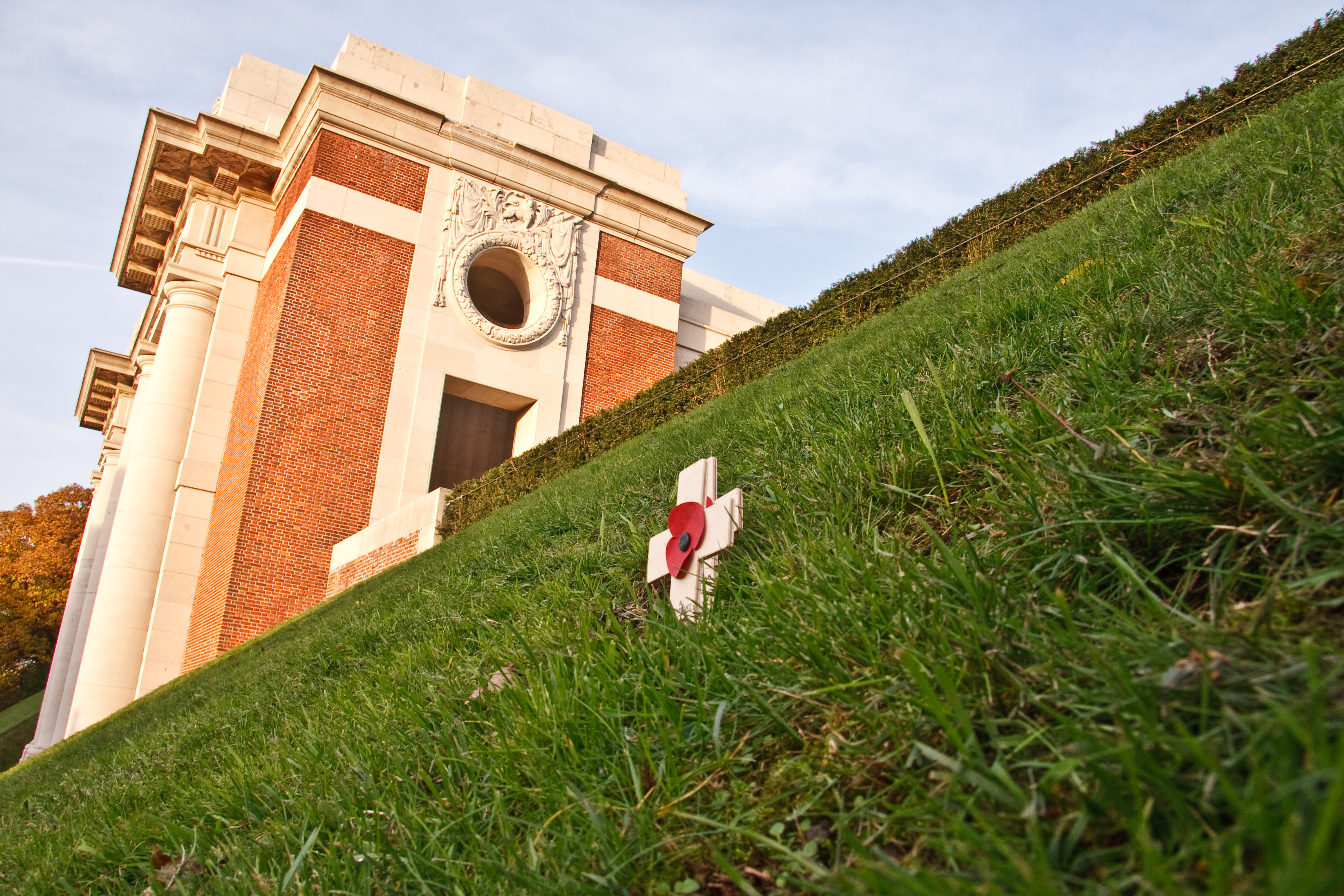
Мененські ворота

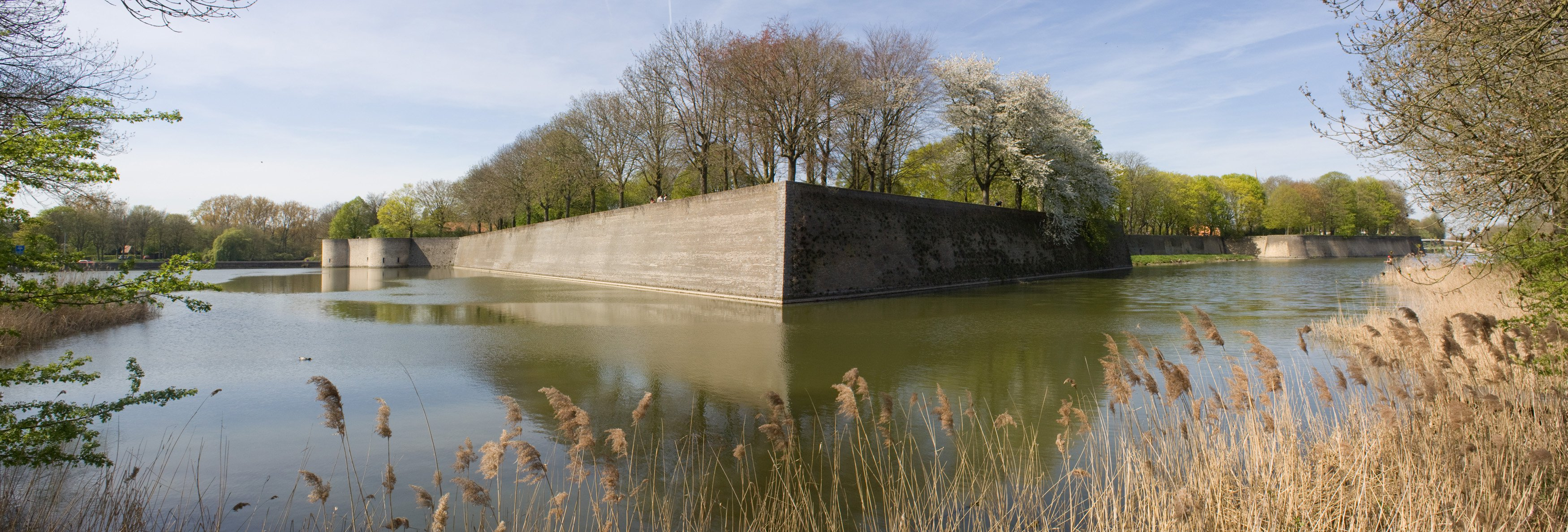
Фортифікаційні споруди в Іпрі

- Мененські ворота — пам'ятник на пошанування солдатів і офіцерів військ Антанти, що загинули в боях Першої світової війни біля міста й тіла яких не були знайдені.
- Фортифікаційні споруди Іпра — фортеці, які будувалися навколо міста, починаючи з раннього Середньовіччя до першої третини XIX століття.